# Септима
Се́птима (лат. septimus: сьомий) — музичний інтервал між першим та сьомим ступенями діатонічного звукоряду. Також септимою називають сам сьомий ступінь гами. Септима доповнюється до октави секундою

## Види
- Велика септима — 5,5 тонів(a)
- Мала септима — 5 тонів (b)
- Збільшена септима (c) енгармонічно еквівалентна октаві
- Зменшена септима (d) енгармонічно еквівалентна великій сексті

## Співвідношення частот
| Стрій                   | Велика септима              | Мала септима                  |
| ----------------------- | --------------------------- | ----------------------------- |
| піфагорійський          | {\displaystyle \ 8:15}      | {\displaystyle \ 5:9}         |
| рівномірно-темперований | {\displaystyle \ 1:2^{5/6}} | {\displaystyle \ 1:2^{11/12}} |

Звучання
- Велика септима:
  - висхідна  C-H
  - низхідна  C-Des
- Мала септима:
  - висхідна  C-B
  - низхідна  C-D

Див. також
- Септакорд